# Waag (Sneek)
De Waag van Sneek was een waaggebouw in Sneek, voor voornamelijk zuivelhandel. Het stond op de hoek van de Marktstraat (tegen de stins Kronenburg) en de Leeuwenburg, aan het Waagplein. Het gebouw werd in 1945 door de Duitse bezetter in brand geschoten.

## Historie

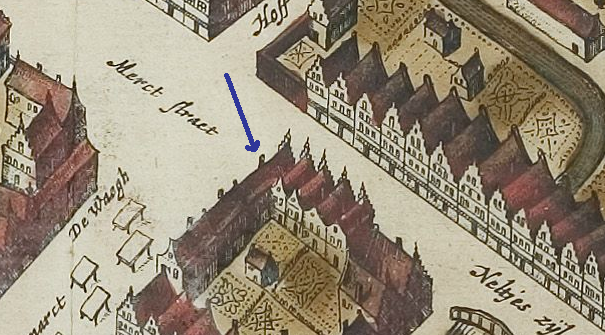
De waag links op een uitsnede van een kaart van Blaeu uit 1652. (De pijl geeft het Frittemahuis aan.)

Het is niet duidelijk wanneer de waag is gesticht. De eerste geschriften over het waagrecht dat de stad kreeg gaan terug tot 1427, waardoor deze datum vaak als aanvangsjaar wordt gehanteerd. Mogelijk had de eerste waag kantoor in het Stadhuis van Sneek. De waag was gelegen nabij het water van De Wip, dat deze naam heeft gekregen wegens de overslag van goederen voor de markten en waag.
In de benedenruimte hingen vijf grote schalen en stellingen voor de kaasbezorging. Aan de zijde van de Marktstraat bevond zich een ruimte voor de waagmeester. Op de bovenverdieping waren verschillende wachtruimten, zowel voor militairen als voor de schutterij. Op het dak stonden twee windwijzers op schoorstenen. In het midden van het pand was in een Hollands geveltje de tekst Doet Regt Stads waag geplaatst. Naast de waag stond het Boterhuis.

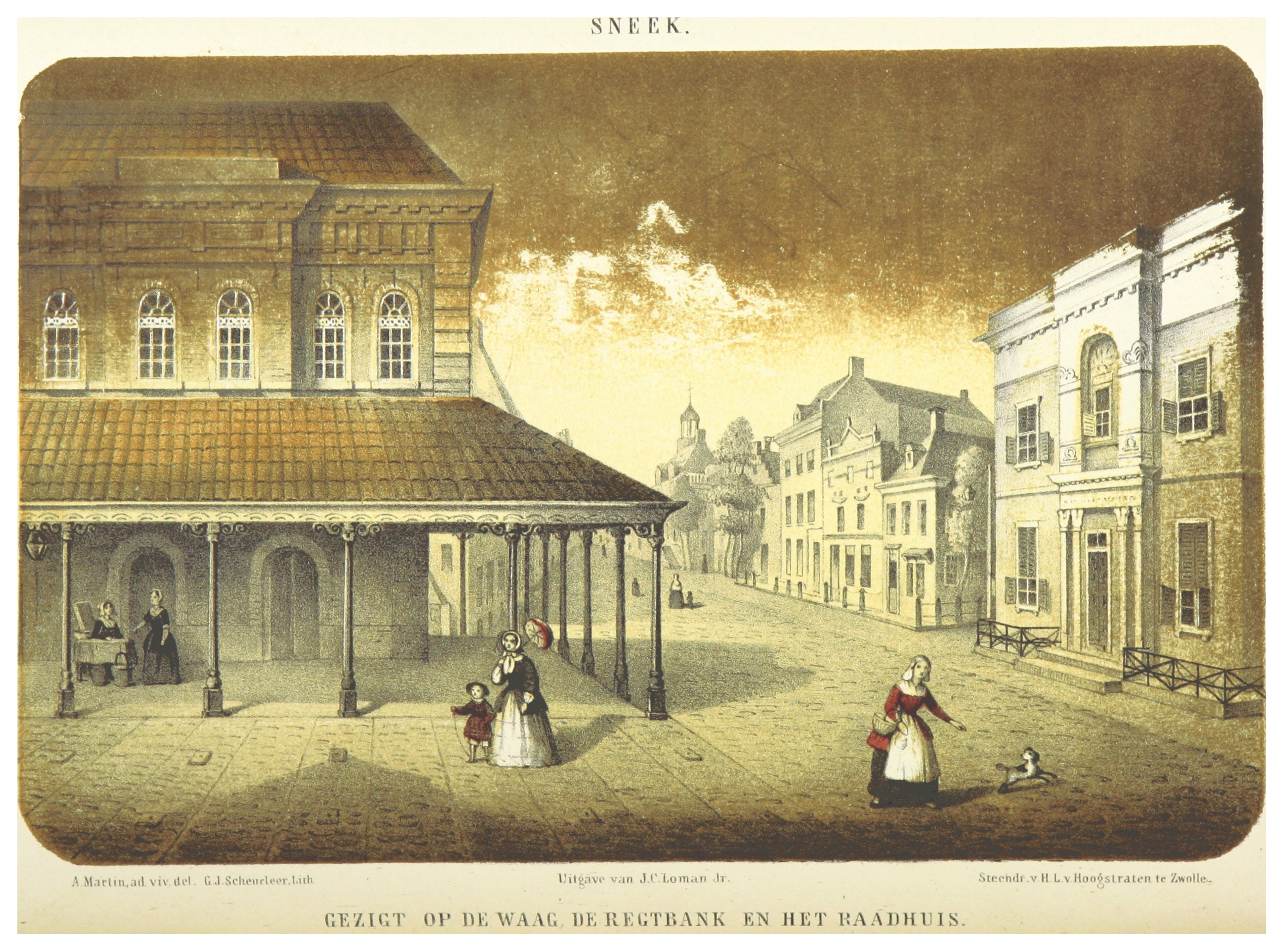
De waag in 1855

In 1706 werd besloten een handelsbelasting af te schaffen, wat leidde tot een grote bloei van de handel. In 1725 werd het gebouw uitgebreid met een grote brede luifel, die rustte op zware houten pilaren. Deze luifel diende tot het beschermen van de goederen tegen zon en regen. In 1756 kocht het bestuur een naastgelegen pand, waardoor de waag werd vergroot. In 1840 werd de waag herbouwd. Rond 1865 verwerkt de Sneker Waag 26.39% van alle Friese boter (Leeuwarden 25.39%) en 40.80% van alle Friese kaas (Leeuwarden 4.37%). De waag werd in 1917 buiten dienst gesteld.

## Tweede Wereldoorlog
Tijdens de oorlog gebruikten de Duitsers het pand als munitieopslag. Tot die tijd werd rond het gebouw nog altijd gehandeld in boter en kaas. De waag werd tijdens de uittocht van de Duitse bezetter aan het einde van de Tweede Wereldoorlog op 15 april 1945 in brand geschoten door vertrekkende Duitse militairen. Volgens een ooggetuige kwamen twee Duitse militairen haastig aanrijden. Ze plaatsten een zwaar wapen op een driepoot en vuurden daarmee twee projectielen in het waaggebouw, dat direct in brand vloog.

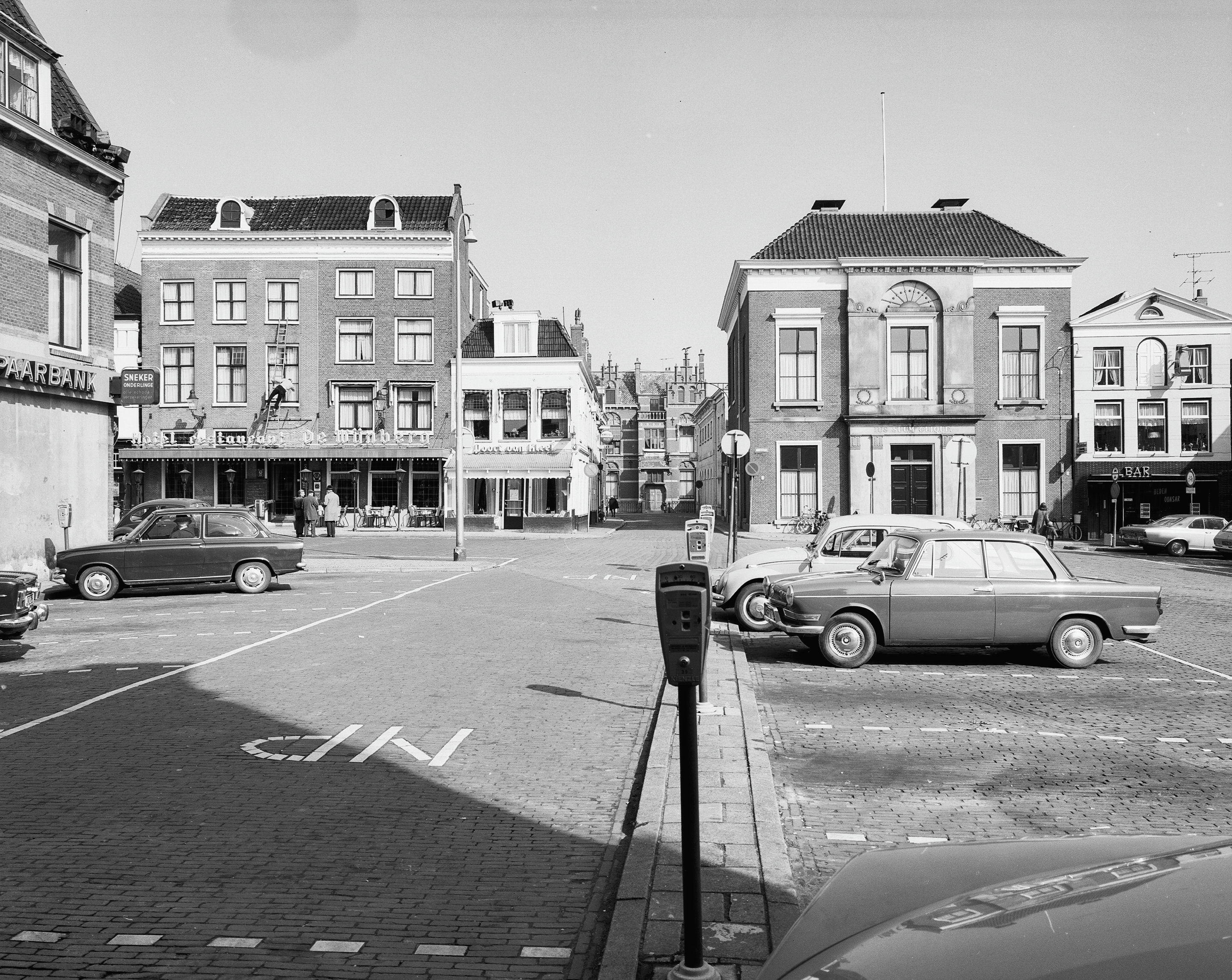
Gezicht op de Marktstraat, april 1972. Op de parkeerplaats links stond de waag.

Na de brand is de waag gesloopt. Op de open plek werd een tijdelijk monument voor oorlogsslachtoffers opgericht, waar op 4 mei jaarlijks de dodenherdenking plaatsvond. In 1950 werd aan het Oud Kerkhof het oorlogsmonument van Sneek opgericht. Het waagterrein werd een parkeerterrein.
Over de brand in de waag, en de bezettingsjaren in Sneek, verscheen in 1995 het boek De Waag staat in brand.. 

## Herbouw moderne stijl
Op de locatie verrees in 1985 een gebouw in moderne stijl waarin kenmerken van de oude waag werden opgenomen. Het gebouw huisveste later een vestiging van de Fortis Bank en vanaf 2011 een filiaal van Febo.

## Trivia
Op de plaats waar de waag gestaan had kon op 16 november 1946, tegen betaling een Duitse eenpersoons duikboot worden bezichtigd in een tent. Dit in het kader van een campagne van de H.A.R.K., onder de slagzin "Een duikboot rijdt over land en helpt de oorlogsgetroffenen uit den brand!"